# Dubai Tennis Championships 2019 - Qualificazioni singolare maschile
Le qualificazioni del singolare maschile del Dubai Tennis Championships 2019 sono state un torneo di tennis preliminare per accedere alla fase finale della manifestazione. I vincitori dell'ultimo turno sono entrati di diritto nel tabellone principale. In caso di ritiro di uno o più giocatori aventi diritto a questi sono subentrati i lucky loser, ossia i giocatori che hanno perso nell'ultimo turno ma che avevano una classifica più alta rispetto agli altri partecipanti che avevano comunque perso nel turno finale.

## Teste di serie
1. Ilya Ivashka (ultimo turno, lucky loser)
2. Thomas Fabbiano (qualificato)
3. Jiří Veselý (ultimo turno, lucky loser)
4. Ričardas Berankis (qualificato)

1. Corentin Moutet (qualificato)
2. Antoine Hoang (ultimo turno)
3. Egor Gerasimov (qualificato)
4. Mirza Bašić (ultimo turno)

## Qualificati
1. Corentin Moutet
2. Thomas Fabbiano

1. Egor Gerasimov
2. Ričardas Berankis

### Lucky loser
1. Ilya Ivashka

1. Jiří Veselý

## Tabellone

### Legenda
| - Q = Qualificato - WC = Wild card - LL = Lucky loser | - ALT = Alternate - SE = Special Exempt - PR = Protected Ranking | - w/o = Walkover - r = Ritirato - d = Squalificato |

### Sezione 1
|  | Primo turno | Primo turno           | Primo turno           | Primo turno | Primo turno |  |  | Ultimo turno | Ultimo turno    | Ultimo turno    | Ultimo turno | Ultimo turno |  |
|  |             |                       |                       |             |             |  |  |              |                 |                 |              |              |  |
|  | 1           | Ilya Ivashka          | 5                     | 7           | 6           |  |  |              |                 |                 |              |              |  |
|  |             | Aleksej Vatutin       | 7                     | 5           | 2           |  |  | 1            | Ilya Ivashka    | Ilya Ivashka    | 1            | 3            |  |
|  | WC          | Karim-Mohamed Maamoun | Karim-Mohamed Maamoun | 3           | 6(0)        |  |  | 5            | Corentin Moutet | Corentin Moutet | 6            | 6            |  |
|  | 5           | Corentin Moutet       | Corentin Moutet       | 6           | 7           |  |  |              |                 |                 |              |              |  |

### Sezione 2
|  | Primo turno | Primo turno     | Primo turno     | Primo turno | Primo turno |  |  | Ultimo turno | Ultimo turno    | Ultimo turno    | Ultimo turno | Ultimo turno |  |
|  |             |                 |                 |             |             |  |  |              |                 |                 |              |              |  |
|  | 2           | Thomas Fabbiano | Thomas Fabbiano | 6           | 6           |  |  |              |                 |                 |              |              |  |
|  |             | Rudolf Molleker | Rudolf Molleker | 3           | 3           |  |  | 2            | Thomas Fabbiano | Thomas Fabbiano | 7            | 7            |  |
|  | WC          | Adham Gabr      | Adham Gabr      | 1           | 0           |  |  | 6            | Antoine Hoang   | Antoine Hoang   | 6            | 5            |  |
|  | 6           | Antoine Hoang   | Antoine Hoang   | 6           | 6           |  |  |              |                 |                 |              |              |  |

### Sezione 3
|  | Primo turno | Primo turno          | Primo turno          | Primo turno | Primo turno |  |  | Ultimo turno | Ultimo turno   | Ultimo turno   | Ultimo turno | Ultimo turno |  |
|  |             |                      |                      |             |             |  |  |              |                |                |              |              |  |
|  | 3           | Jiří Veselý          | Jiří Veselý          | 7           | 7           |  |  |              |                |                |              |              |  |
|  |             | James Ward           | James Ward           | 64          | 64          |  |  | 3            | Jiří Veselý    | Jiří Veselý    | 65           | 4            |  |
|  |             | Aleksandr Nedovyesov | Aleksandr Nedovyesov | 63          | 5           |  |  | 7            | Egor Gerasimov | Egor Gerasimov | 7            | 6            |  |
|  | 7           | Egor Gerasimov       | Egor Gerasimov       | 7           | 7           |  |  |              |                |                |              |              |  |

### Sezione 4
|  | Primo turno | Primo turno        | Primo turno | Primo turno | Primo turno |  |  | Ultimo turno | Ultimo turno      | Ultimo turno      | Ultimo turno | Ultimo turno |  |
|  |             |                    |             |             |             |  |  |              |                   |                   |              |              |  |
|  | 4           | Ričardas Berankis  | 6           | 3           | 6           |  |  |              |                   |                   |              |              |  |
|  |             | Constant Lestienne | 3           | 6           | 2           |  |  | 4            | Ričardas Berankis | Ričardas Berankis | 7            | 6            |  |
|  | WC          | Simon Carr         | Simon Carr  | 3           | 3           |  |  | 8            | Mirza Bašić       | Mirza Bašić       | 67           | 4            |  |
|  | 8           | Mirza Bašić        | Mirza Bašić | 6           | 6           |  |  |              |                   |                   |              |              |  |